# 西南荩草
西南荩草（学名：Arthraxon xinanensis）为禾本科荩草属下的一个变种。